# توكان (مقاطعة دالاهو)
توكان (بالفارسية: توکان) هي قرية تقع في كرمانشاه في إيران. يقدر عدد سكانها بـ 61 نسمة بحسب إحصاء 2016.